# Golf de Vieille-Toulouse
Le golf de Vieille-Toulouse est un golf français situé sur la commune de Vieille-Toulouse près de Toulouse sur les hauteurs de Pech David.

## Histoire
Crée le 17 mars 1950 puis redessiné dans les années 50 par Jean Garaialde.

## Le parcours
Le Golf de Vieille-Toulouse est constitué d'un parcours vallonné avec vue sur les Pyrénées et sur plombant la vallée de la Garonne sur le hauteur du Pech David. 
- Un parcours de 18 trous[3], Par 70, longueur 5 314 m[4].

## Les compétitions
- Grand Prix de Toulouse[5].

### Club
Golf Club de Toulouse.